# World Team Trophy 2025
Die World Team Trophy 2025 im Eiskunstlauf fand vom 17. bis 20. April 2025 im Tōkyō Taiikukan in Tokio statt.

## Teams und Modus
Qualifiziert sind die besten sechs Nationen nach der Summe der Punktzahlen ihrer Läufer in den Saison-Weltranglisten. Der Gastgeber Japan ist automatisch qualifiziert. Jede Nation kann zwei Herren, zwei Damen, ein Paarlaufpaar und ein Eistanzpaar benennen.
Die Wertung erfolgt nach der Platzierung in den einzelnen Segmenten. In den Einzelwettbewerben erhalten die Läufer zwischen 12 Teampunkten für den Sieger und einem Teampunkt für den Letztplatzierten, beim Paarlaufen und beim Eistanz sind es zwischen 12 Teampunkten für den Sieger und 7 Teampunkten für den Letztplatzierten. Kurzprogramm und Kür werden separat gewertet. Sieger ist die Mannschaft mit den meisten Teampunkten, bei Gleichstand werden verschiedene Tie-Break-Regeln angewendet.
Das Preisgeld liegt wie in den Jahren davor bei insgesamt 1 000 000 USD, davon erhält das Siegerteam 200 000 USD und das letztplatzierte Team noch 130 000 USD. Um einen Anreiz zu schaffen, dass Teams mit ihren besten Läufern antreten, erhalten die Medaillengewinner der letzten Weltmeisterschaft und die drei Erstplatzierten der Saison-Weltrangliste ein Antrittsgeld zwischen 10 000 und 30 000 USD.

## Teilnehmer
| Nation             | Herren                           | Damen                               | Paare                                    | Eistänzer                             |
| ------------------ | -------------------------------- | ----------------------------------- | ---------------------------------------- | ------------------------------------- |
| Japan              | Yuma Kagiyama Shun Satō          | Mone Chiba Kaori Sakamoto           | Riku Miura / Ryuichi Kihara              | Utana Yoshida / Masaya Marita         |
| Frankreich         | Kévin Aymoz Adam Siao Him Fa     | Lorine Schild Lea Serna             | Camille Kovalev / Pavel Kovalev          | Evgeniia Lopareva / Geoffrey Brissaud |
| Georgien           | Nika Egadse Moris Qwitelaschwili | Anastassia Gubanowa Alina Urushadze | Anastasiia Metelkina / Luka Berulawa     | Diana Davis / Gleb Smolkin            |
| Italien            | Daniel Grassl Nikolaj Memola     | Lara Naki Gutmann Anna Pezzetta     | Sara Conti / Niccolo Macii               | Charlène Guignard / Marco Fabbri      |
| Kanada             | Aleksa Rakic Roman Sadovsky      | Sara-Maud Dupuis Madeline Schizas   | Deanna Stellato-Dudek / Maxime Deschamps | Piper Gilles / Paul Poirier           |
| Vereinigte Staaten | Jason Brown Ilia Malinin         | Amber Glenn Alysa Liu               | Alisa Efimova / Misha Mitrofanov         | Madison Chock / Evan Bates            |

## Ergebnisse

### Endergebnis
| Rang | Team               | Punkte |
| ---- | ------------------ | ------ |
| 1    | Vereinigte Staaten | 126    |
| 2    | Japan              | 110    |
| 3    | Italien            | 86     |
| 4    | Frankreich         | 78     |
| 5    | Kanada             | 72     |
| 6    | Georgien           | 68     |

### Herren
| Rang | Name                 | Nation             | Gesamtpunktzahl | Kurzprogramm | Kurzprogramm | Teampunkte | Kür | Kür    | Teampunkte |
| ---- | -------------------- | ------------------ | --------------- | ------------ | ------------ | ---------- | --- | ------ | ---------- |
| 1    | Ilia Malinin         | Vereinigte Staaten | 289,96          | 1            | 106,08       | 12         | 1   | 183,88 | 12         |
| 2    | Jason Brown          | Vereinigte Staaten | 273,15          | 3            | 93,82        | 10         | 2   | 179,33 | 11         |
| 3    | Adam Siao Him Fa     | Frankreich         | 264,63          | 2            | 96,16        | 11         | 6   | 168,47 | 7          |
| 4    | Shun Satō            | Japan              | 263,30          | 5            | 93,68        | 8          | 4   | 169,62 | 9          |
| 5    | Yūma Kagiyama        | Japan              | 262,66          | 4            | 93,73        | 9          | 5   | 168,93 | 8          |
| 6    | Daniel Grassl        | Italien            | 259,52          | 7            | 87,07        | 6          | 3   | 172,45 | 10         |
| 7    | Kévin Aymoz          | Frankreich         | 253,41          | 6            | 88,07        | 7          | 7   | 165,34 | 6          |
| 8    | Roman Sadovsky       | Kanada             | 238,09          | 9            | 84,75        | 4          | 9   | 153,34 | 4          |
| 9    | Nika Egadse          | Georgien           | 232,59          | 8            | 84,76        | 5          | 10  | 147,83 | 3          |
| 10   | Nikolaj Memola       | Italien            | 227,37          | 11           | 69,20        | 2          | 8   | 158,17 | 5          |
| 11   | Aleksa Rakic         | Kanada             | 203,46          | 10           | 72,86        | 3          | 11  | 130,60 | 2          |
| 12   | Moris Qwitelaschwili | Georgien           | 179,81          | 12           | 59,54        | 1          | 12  | 120,27 | 1          |

### Damen
| Rang | Name                | Nation             | Gesamtpunktzahl | Kurzprogramm | Kurzprogramm | Teampunkte | Kür | Kür    | Teampunkte |
| ---- | ------------------- | ------------------ | --------------- | ------------ | ------------ | ---------- | --- | ------ | ---------- |
| 1    | Alysa Liu           | Vereinigte Staaten | 226,67          | 1            | 75,70        | 12         | 1   | 150,97 | 12         |
| 2    | Kaori Sakamoto      | Japan              | 220,54          | 2            | 75,54        | 11         | 3   | 145,00 | 10         |
| 3    | Amber Glenn         | Vereinigte Staaten | 212,63          | 7            | 63,70        | 6          | 2   | 148,93 | 11         |
| 4    | Anastassia Gubanowa | Georgien           | 211,19          | 3            | 69,80        | 10         | 4   | 141,39 | 9          |
| 5    | Mone Chiba          | Japan              | 208,18          | 4            | 69,66        | 9          | 5   | 138,52 | 8          |
| 6    | Lara Naki Gutmann   | Italien            | 201,56          | 5            | 68,43        | 8          | 6   | 133,13 | 7          |
| 7    | Madeline Schizas    | Kanada             | 188,50          | 6            | 63,93        | 7          | 7   | 124,57 | 6          |
| 8    | Lorine Schild       | Frankreich         | 181,44          | 8            | 63,66        | 5          | 8   | 117,78 | 5          |
| 9    | Lea Serna           | Frankreich         | 164,33          | 11           | 57,68        | 2          | 9   | 106,65 | 4          |
| 10   | Sara-Maud Dupuis    | Kanada             | 160,95          | 10           | 61,88        | 3          | 10  | 99,07  | 3          |
| 11   | Anna Pezzetta       | Italien            | 160,66          | 9            | 62,25        | 4          | 11  | 98,41  | 2          |
| 12   | Alina Urushadze     | Georgien           | 128,96          | 12           | 38,77        | 1          | 12  | 90,19  | 1          |

### Paarlauf
| Rang | Name                                     | Nation             | Gesamtpunktzahl | Kurzprogramm | Kurzprogramm | Teampunkte | Kür | Kür    | Teampunkte |
| ---- | ---------------------------------------- | ------------------ | --------------- | ------------ | ------------ | ---------- | --- | ------ | ---------- |
| 1    | Riku Miura / Ryūichi Kihara              | Japan              | 226,05          | 1            | 80,99        | 12         | 1   | 145,06 | 12         |
| 2    | Sara Conti / Niccolò Macii               | Italien            | 216,36          | 2            | 74,10        | 11         | 2   | 142,26 | 11         |
| 3    | Anastasiia Metelkina / Luka Berulawa     | Georgien           | 213,63          | 3            | 73,67        | 10         | 3   | 139,96 | 10         |
| 4    | Deanna Stellato-Dudek / Maxime Deschamps | Kanada             | 201,00          | 4            | 66,65        | 9          | 4   | 134,35 | 9          |
| 5    | Alisa Efimova / Misha Mitrofanov         | Vereinigte Staaten | 182,24          | 5            | 64,57        | 8          | 5   | 117,67 | 8          |
| 6    | Camille Kovalev / Pavel Kovalev          | Frankreich         | 162,19          | 6            | 54,74        | 7          | 6   | 107,45 | 7          |

### Eistanz
| Rang | Name                                  | Nation             | Gesamtpunktzahl | Rhythmustanz | Rhythmustanz | Teampunkte | Kür | Kür    | Teampunkte |
| ---- | ------------------------------------- | ------------------ | --------------- | ------------ | ------------ | ---------- | --- | ------ | ---------- |
| 1    | Madison Chock / Evan Bates            | Vereinigte Staaten | 224,76          | 1            | 91,25        | 12         | 1   | 133,51 | 12         |
| 2    | Piper Gilles / Paul Poirier           | Kanada             | 219,06          | 2            | 87,15        | 11         | 2   | 131,91 | 11         |
| 3    | Charlène Guignard / Marco Fabbri      | Italien            | 206,40          | 3            | 84,58        | 10         | 3   | 121,82 | 10         |
| 4    | Evgeniia Lopareva / Geoffrey Brissaud | Frankreich         | 198,22          | 4            | 81,78        | 9          | 5   | 116,44 | 8          |
| 5    | Diana Davis / Gleb Smolkin            | Georgien           | 194,91          | 5            | 76,47        | 8          | 4   | 118,44 | 9          |
| 6    | Utana Yoshida / Masaya Marita         | Japan              | 151,58          | 6            | 56,63        | 7          | 6   | 94,95  | 7          |